# Peperomia striata
Peperomia striata är en pepparväxtart som beskrevs av Ruiz & Pav.. Peperomia striata ingår i släktet peperomior, och familjen pepparväxter. Inga underarter finns listade i Catalogue of Life.